# Clifford Davis

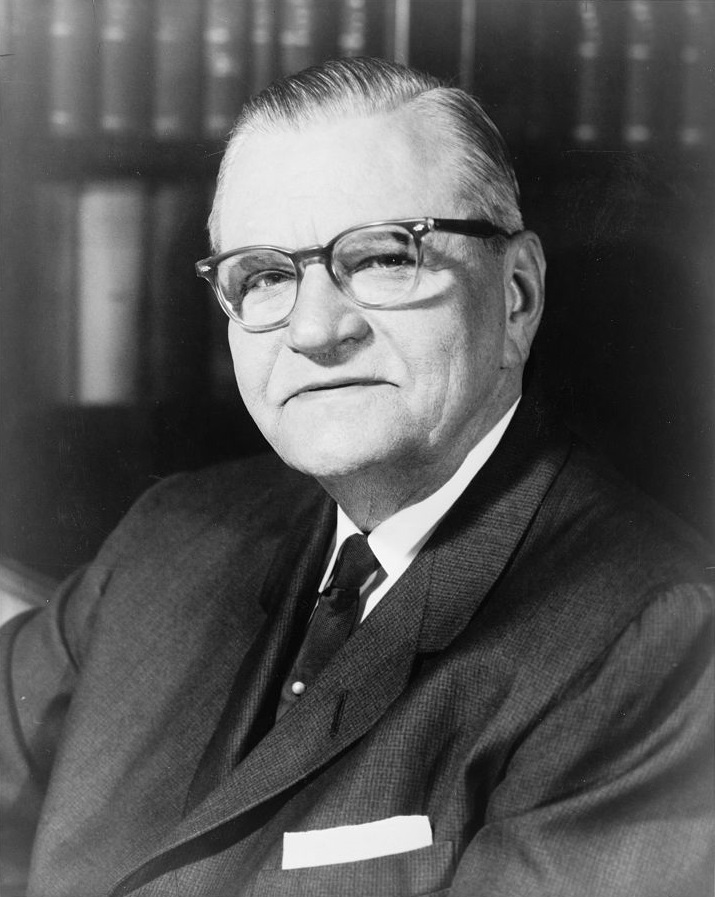
Clifford Davis, 1962

Clifford Davis (* 18. November 1897 in Hazlehurst, Mississippi; † 8. Juni 1970 in Washington, D.C.) war ein US-amerikanischer Politiker. Er vertrat den Bundesstaat Tennessee zwischen 1940 und 1965 als Abgeordneter im US-Repräsentantenhaus.

## Frühe Jahre
Als Clifford Davis 14 Jahre alt wurde, zog seine Familie nach Memphis. Dort beendete er die High School und 1917 die Law School der University of Mississippi. Seine Zulassung als Anwalt in Tennessee bekam er 1918.

## Staatsdienst
1923 wurde Davis Richter in Memphis. Er übte diese Tätigkeit bis 1927 aus. Ab 1928 bis 1940 war er stellvertretender Bürgermeister und Kommissar für öffentliche Sicherheit. Er wurde ein enger Mitarbeiter von Memphis' politischem Oberhaupt Edward Crump.

## Kongress
Der Sitz des 10. Kongressbezirks, welcher Memphis mit einschloss, wurde 1940 frei. Der Amtsinhaber Walter Chandler, der den Sitz drei Amtsperioden innehatte, wurde zum Bürgermeister von Memphis gewählt. Durch das Zutun von Crump bekam Davis die demokratische Nominierung für diesen Posten. In jenen Tagen war in den meisten Teilen Tennessees diese Nominierung gleichbedeutend mit einer Wahl (die Ausnahme machte der republikanische Osten). Davis gewann die außerordentliche Wahl und nahm die Abstimmung am 15. Februar 1940 an. Dieser Amtszeit folgten noch elf weitere.
Davis' Bezirk wurde, nachdem Tennessee einen Bezirk durch den Census von 1950 verloren hatte, in den 9. Tennessee-Bezirk umbenannt.
Crump verstarb 1954, aber viele seiner Protegés blieben noch für Jahre in ihren Positionen. So wurde Davis noch fünf weitere Male nach Crumps Tod wiedergewählt. Während dieser Zeit beteiligte sich Davis 1956 an der Verfassung des Southern Manifesto, ein Schreiben, das sich gegen die Rassenintegration an öffentlichen Einrichtungen aussprach. Ferner war Davis Vorsitzender des Wahlkampfausgabenausschusses, einer Gruppierung, die beauftragt wurde, einen rechtlichen Weg zur Kontrolle des Geldeinflusses auf Politiker zu finden. Erst Jahre später wurde die Wahlkampffinanzierung nach der Watergate-Affäre realisiert.
Davis war einer von fünf Abgeordneten, die am 1. März 1954 im US-Kapitol angeschossen wurden, als vier puerto-ricanische Nationalisten von einem Besucherbalkon das Feuer auf die Mitglieder des Repräsentantenhauses eröffneten. Davis wurde ins Bein geschossen. Er wurde nicht ernsthaft verwundet.

## Niederlage
In den 1960er Jahren wurde das Gebiet um Memphis viel freundlicher für den republikanischen Einfluss, zum Teil wegen eines massiven Wechsels der weißen, demokratischen Wähler. Dieser Einfluss machte sich für Davis bei der Wahl von 1962 bemerkbar, als er nur knapp den republikanischen Herausforderer durch nur 1200 Stimmen besiegte. Dieses entsetzte besonders vor dem Hintergrund, dass er bei der Wiederwahl zwei Jahre zuvor ohne Gegenkandidaten gewesen war.
Im August 1964 verlor Davis die demokratischen Vorwahlen gegen George W. Grider, einen pensionierten Navy-Offizier und Rechtsanwalt. Danach ging Davis nicht mehr nach Memphis zurück, sondern nach Washington D.C., wo er seine Tätigkeit als Anwalt bis zu seinem Tod ausübte. Er wurde auf dem Forest Hill Cemetery in Memphis beerdigt.

## Vermächtnis
Das Clifford Davis Federal Building in Memphis, Tennessee trägt seinen Namen.